# Idiacanthus atlanticus
Idiacanthus atlanticus is een straalvinnige vissensoort uit de familie van Stomiidae. De wetenschappelijke naam van de soort is voor het eerst geldig gepubliceerd in 1906 door Brauer. Vrouwtjes worden doorgaans 40 cm lang en mannetjes 5 cm. 
Deze vissen geven zelf licht af, wat te vergelijken is met infrarood. Zelf zijn ze bijna niet te zien, door bijvoorbeeld de mens, maar ze kunnen wel zichzelf zien en de ruimte om zich heen.
De huid van deze vis is namelijk diepzwart en absorbeert meer dan 99,5% van het licht wat er op valt. Ook de tanden weerkaatsen geen licht omdat deze transparant zijn. Door middel van deze “stealth” techniek verbergen deze diepzeevissen zich voor roofdieren.